# Rajd Wisły 1969
19. Rajd Wisły – 19. edycja Rajdu Wisły. Był to rajd samochodowy rozgrywany od 12 do 14 września 1969 roku. Była to czwarta runda Rajdowych Samochodowych Mistrzostw Polski w roku 1969. Rajd składał się z siedmiu odcinków specjalnych, 4 prób szybkości górskiej, 2 prób szybkości płaskiej, próba zrywu i hamowania oraz próba zwrotności. Został rozegrany na nawierzchni asfaltowej. Zwycięzcą rajdu został Sobiesław Zasada.

## Wyniki końcowe rajdu[1][2]
| Miejsce | Kierowca              | Pilot                | Samochód          | Czas  | Strata | Grupa Klasa |
| ------- | --------------------- | -------------------- | ----------------- | ----- | ------ | ----------- |
| 1       | Sobiesław Zasada      | Ewa Zasada           | Porsche 911 S     |       | -      | 6           |
| 2       | Ryszard Nowicki       | Marian Bień          | Renault 8 Gordini | 14:51 |        | 4-5         |
| 3       | Marek Barański        | Elżbieta Wojtowicz   | Renault 8 Gordini | 16:06 | +1:15  | 4-5         |
| 4       | Andrzej Wojciechowski | Konrad Kertyński     | Renault 8 Gordini | 16:16 | +1:25  | 4-5         |
| 5       | Marek Wachowski       | Piotr Mystkowski     | MG 1100           |       |        | 4-5         |
| 6       | Mieczysław Urtnowski  | Janusz Bronikowski   | NSU 1000 C        | 17:20 | +2:29  | 2-3         |
| 7       | Adam Masłowiec        | Ireneusz Stankiewicz | FSO Syrena 104    | 17:26 | +2:35  | 2-3         |
| 8       | Andrzej Nytko         | Jacek Chmielewski    | Fiat 850 Coupé    | 17:31 | +2:40  | 2-3         |
| 9       | Jerzy Bachtin         | Janusz Stawiński     | Trabant P601      | 18:07 | +3:16  | 1           |
| 10      | Karol Fober           | Kazimierz Lanc       | FSO Syrena 104    |       |        |             |